# 小行星3703
小行星3703（英語：3703 Volkonskaya）是一颗围绕太阳公转的小行星。1978年8月9日，柳德米拉·切爾尼赫在克里米亚发现了此天体。
这颗小行星的绝对星等为151.9177086222482等。